# Tavarua Island
Tavarua Island är en ö i Fiji.   Den ligger i divisionen Västra divisionen, i den västra delen av landet, 130 km väster om huvudstaden Suva.